# Carlo Giovanardi
Carlo Amedeo Giovanardi (Modena, 15 gennaio 1950) è un politico italiano.

## Studi e altre attività
Ha frequentato il liceo scientifico statale Alessandro Tassoni di Modena. Laureato in giurisprudenza, ha rinunciato alla carriera di avvocatura.
Ha prestato servizio militare nell'Arma dei Carabinieri. Ha lavorato presso una banca nel centro storico di Modena. È presidente dell'Associazione Nazionale Insigniti Onorificenze Cavalleresche (ANIOC).
Carlo è il fratello gemello di Daniele Giovanardi, che ha gestito due centri di identificazione ed espulsione (CIE), uno a Modena e uno a Bologna.
Un altro fratello, Sergio, è un agente assicurativo in pensione.

## Carriera politica

### Democrazia Cristiana
Nel 1969 si iscrive alla Democrazia Cristiana (DC), dove, dopo la fase giovanile nel partito, diventa consigliere comunale a Modena.
Viene candidato alle elezioni regionali in Emilia-Romagna del 1985 dalla DC, venendo eletto nella circoscrizione di Modena in Assemblea legislativa dell'Emilia-Romagna, dove ricopre l'incarico di capogruppo della Democrazia Cristiana, e poi rieletto alle regionali emiliane-romagnole del 1990 nella medesima circoscrizione.

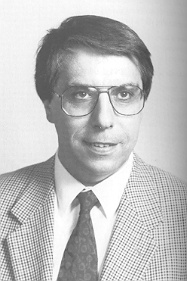
Carlo Giovanardi nel 1992

Alle elezioni politiche del 1992 viene candidato alla Camera dei deputati, tra le liste della DC nella circoscrizione Parma-Modena-Piacenza-Reggio nell'Emilia, venendo eletto deputato come ultimo degli eletti. Nel corso della XI legislatura della Repubblica è stato componente della 13ª Commissione Agricoltura.
Con lo scioglimento della Democrazia Cristiana, nella Seconda Repubblica aderisce al Centro Cristiano Democratico (CCD) guidato da Pier Ferdinando Casini e membro della coalizione del centrodestra.

### Centro Cristiano Democratico
Viene rieletto deputato in occasione delle politiche del 1994, presentandosi nelle file di Forza Italia, e alle politiche del 1996, nelle liste del CCD-CDU.
Dal 1996 è presidente del gruppo parlamentare del CCD, all'opposizione, e vicepresidente della Camera dei deputati.

### Unione dei Democratici Cristiani e Democratici di Centro
Alle elezioni politiche del 2001 viene eletto deputato nel collegio uninominale di Lecco per il CCD. Diventa Ministro per i rapporti con il Parlamento, nei governi Berlusconi II e III tra 2001 e 2006. Nel 2002 si iscrive all'UDC.
Alle elezioni politiche del 2006 viene rieletto deputato per l'UDC, nella circoscrizione Veneto-2. È presidente della Giunta per le autorizzazioni. È presidente del Comitato parlamentare per i procedimenti di accusa.
Nel febbraio 2006 riesce ad inserire la nuova legge sulle droghe (cosiddetta Legge Fini-Giovanardi) nell’ambito del decreto legge che doveva regolare le olimpiadi invernali di Torino 2006, quindi in un contesto completamente estraneo a quello ipotizzabile per una regolamentazione delle droghe. Con tale legge le droghe leggere, come la cannabis, vengono equiparate a droghe pesanti quali eroina o cocaina; vengono inoltre introdotte sanzioni penali anche per i consumatori, sanzioni che erano state cancellate dal referendum popolare del 18-19 aprile 1993 in cui si sancì la non punibilità dei consumatori. Tale normativa viene giudicata incostituzionale dalla Corte Costituzionale, per via della sua incongruenza con l'obiettivo del decreto olimpiadi, e quindi annullata il 12 febbraio 2014.
Nell'aprile 2007 è il protagonista della mozione che sfida la maggioranza di Pier Ferdinando Casini e Cesa nel III Congresso dell'UDC. Giovanardi, a dispetto della linea seguita dal partito di dichiararsi autonomo dalla Casa delle Libertà e di intraprendere iniziative indipendenti nell'opposizione al centro-sinistra, chiede una riapertura al dialogo con la CdL (e in primo luogo con Forza Italia e Alleanza Nazionale), in nome del comune essere alternativi alla sinistra, e di avviare un percorso di collaborazione con tutti i soggetti che aderiscono al Partito Popolare Europeo e si richiamano all'area politica di centro. La candidatura di Giovanardi alla segreteria del partito ottiene il 14% dei consensi.

### Il Popolo della Libertà
Alle elezioni politiche del 2008 viene eletto al Senato della Repubblica, come capolista del Popolo della Libertà nella circoscrizione Emilia-Romagna. Viene rieletto senatore anche alle elezioni politiche del 2013.
Dal 7 maggio 2008 al 16 novembre 2011 è stato Sottosegretario alla Presidenza del Consiglio con delega alle politiche per la famiglia al contrasto delle tossicodipendenze e al servizio civile.
L'11 ottobre 2013 viene eletto membro della Commissione parlamentare antimafia.

### Proposta di equiparazione tra figli naturali e legittimi
Il 29 ottobre 2010 Giovanardi ha ottenuto l'avallo del Consiglio dei Ministri su un disegno di legge per l'equiparazione completa tra figli naturali e figli legittimi, anche in materia di eredità. La normativa dà più importanza ai legami con i parenti dei genitori, introduce la rilevanza giuridica delle opinioni dei figli, e riduce la possibilità che le difficoltà economiche di una famiglia comportino lo stato di abbandono (e quindi l'adottabilità) dei figli. In una prima bozza, Giovanardi aveva previsto l'introduzione del diritto a essere amato per i figli, ma tale concetto è stato espunto dal testo finale in quanto non giuridico. Il disegno di legge non è stato ufficialmente presentato al Senato.

### Nuovo Centrodestra e a IdeA
Il 16 novembre 2013, con la sospensione delle attività del Popolo della Libertà, aderisce al Nuovo Centrodestra guidato da Angelino Alfano.
Alle elezioni amministrative del 2014 è candidato alla carica di Sindaco di Modena sua città per il NCD, ottenendo il 3,96% dei consensi pari a 3 790 preferenze.
Il 26 ottobre 2015, al termine di un'assemblea regionale, insieme ad alcuni esponenti locali, decide di abbandonare il Nuovo Centrodestra, sostenendo che il partito era ormai succube delle scelte del Partito Democratico e del premier Matteo Renzi. Nel contempo dichiara di non volere tornare in Forza Italia e di voler rimanere però nel centro-destra. Aderirà poi a Identità e Azione (IdeA) di Gaetano Quagliariello.

### Uscita dal parlamento
Il 18 dicembre 2017 Giovanardi annuncia che non si ricandiderà al Parlamento, dichiarando contestualmente che continuerà a svolgere attività politica. Con le elezioni del 2018 decide definitivamente di non ricandidarsi a deputato, insieme al collega Antonio Martino.

## Posizioni politiche

### Dichiarazioni sull'eutanasia
Nel marzo 2006 Giovanardi dichiarò che «[…] la legislazione nazista e le idee di Hitler in Europa stanno riemergendo attraverso l'eutanasia e il dibattito su come si possono uccidere i bambini affetti da patologie». La dichiarazione diede luogo a un contenzioso diplomatico, a seguito del quale l'ambasciatore italiano nei Paesi Bassi fu formalmente convocato dal governo dell'Aja per dare spiegazioni. Il ministro in seguito chiarì di aver parlato a titolo personale e non a nome del governo. La dichiarazione di Giovanardi fu, altresì, oggetto di critiche, tra cui quelle di Daniele Capezzone, allora segretario dei Radicali italiani, che chiese formalmente le dimissioni del ministro, e quelle di 46 europarlamentari, che ne chiesero le dimissioni dal parlamento europeo.

### Dichiarazioni sull'omosessualità
Il 20 settembre 2010 Giovanardi, nella trasmissione KlausCondicio, dichiara che nei paesi in cui sono state legalizzate le adozioni di bambini da parte delle coppie gay è "esplosa la compravendita di bambini e bambine". La dichiarazione ha spinto l'Arcigay a chiederne le dimissioni.
Il 23 aprile 2011 Giovanardi polemizza contro una pubblicità gay-friendly della svedese IKEA dichiarando: «Il termine famiglia usato dalla multinazionale è lesivo della Costituzione italiana, perché per essa si deve intendere solo quella formata dal matrimonio tra uomo e donna». L'Ikea replica: «Quella fondata sul matrimonio è una delle famiglie. Noi ci rivolgiamo a tutte le tipologie». Dura risposta dell'opposizione: «Alimenta il clima di omofobia».
Il 12 febbraio 2012 Giovanardi, durante un'intervista a Radio 24, paragona un bacio tra donne in pubblico a chi "fa la pipì per strada". Immediate le reazioni di alcuni politici, quali Rosy Bindi, secondo la quale "Giovanardi non cessa di stupire per la sua mancanza di pudore e di equilibrio e per la sua pochezza", e Paola Concia, che lancia un "mail bombing": «Scrivetegli che l'omofobia è una malattia».
Il 25 gennaio 2013, nel corso di un'intervista afferma che «ci sono state persecuzioni di situazioni gay non un Olocausto dei gay».

Il 21 gennaio 2014 presenta un emendamento per tutelare qualunque orientamento sessuale, non solo quindi quello omosessuale e bisessuale ma anche quello eterosessuale, e fra questi è compresa la pedofilia. Il Movimento 5 Stelle annuncia di voler segnalare la questione al Consiglio d'Europa. In seguito, precisa di aver erroneamente inserito il termine "pedofilia" nel testo. La parola corretta era "pedofobia".
Il 25 gennaio 2014, in una puntata di Porta a Porta, in risposta a una domanda fattagli da Bruno Vespa, racconta di come sua figlia in passato, andata in Sudafrica, si sia fidanzata con un ragazzo di colore, rasta, forse gay e, inoltre, sposato con un altro uomo. Giovanardi specifica di essere rimasto molto scioccato dalla notizia che sua figlia gli diede.
Si è tenacemente battuto contro il progetto di legge sulla Unioni Civili.

### Dichiarazioni su Federico Aldrovandi
Il 27 marzo 2013, a Radio 24, Giovanardi afferma che Federico Aldrovandi non è morto per le botte e che non è stato massacrato.
Nella stessa dichiarazione, afferma che il colore rosso visibile nella foto del defunto Aldrovandi non è riferibile a sangue, bensì al cuscino sul quale poggia la testa del ragazzo.
A seguito di queste dichiarazioni la madre del giovane, Patrizia Moretti, annuncia una querela. Il 17 settembre 2014 la procura di Ferrara gli notifica l'avviso di conclusione indagini per il relativo procedimento che lo vede indagato per diffamazione aggravata.

### Dichiarazioni sulla legge Fini-Giovanardi
Nel 2014, giudicato illegittimo il testo che equipara droghe leggere e pesanti, Carlo Giovanardi (co-autore della legge) chiosa che la legge Fini-Giovanardi è entrata in vigore all’inizio del 2006 e nessuno dei Governi e dei parlamenti successivi ha mai provveduto a modificarla. Risponde l'ex ministro Livia Turco facendo notare come con la sentenza della Corte Costituzionale del 2014, che ha bocciato la legge Fini-Giovanardi, si fa finalmente "giustizia di una legge scellerata che ha portato migliaia di giovani a varcare le soglie del carcere o essere vittime di un procedimento penale per aver fumato uno spinello".

### Indagine su sostegno ad azienda infiltrata dalla mafia
L'ex senatore Carlo Giovanardi è finito in un'inchiesta dopo la ricostruzione del Terremoto dell'Emilia del 2012.

Il 10 aprile 2017 Giovanardi viene indagato "per rivelazione e utilizzazione di segreti d'ufficio e minaccia o violenza a un corpo politico, amministrativo o giudiziario dello Stato, con l'aggravante di aver rafforzato l’associazione mafiosa, agevolandola”.
Il 16 febbraio 2022, il Senato della Repubblica aveva accordato l'insindacabilità delle dichiarazioni espresse da Giovanardi, senatore al tempo dei fatti oggetto dell'indagine. Ma il 21 febbraio 2022, il Tribunale di Modena, su richiesta dei pubblici ministeri, ha sollevato conflitto di attribuzioni nei confronti del Senato, sul quale sarà chiamata a pronunciarsi la Corte costituzionale.
Il 10 gennaio 2023, la Corte Costituzionale ha accolto tale richiesta del Tribunale di Modena, sfavorevole al politico modenese Carlo Giovanardi. Conseguentemente, la Consulta deciderà se Giovanardi sarà processato.

### Dichiarazioni su Stefano Cucchi
Il 12 ottobre 2018 l'ex senatore Carlo Giovanardi ribadisce alla trasmissione radiofonica La Zanzara la sua posizione sulla morte di Stefano Cucchi. Anche la sorella Ilaria Cucchi viene attaccata. Giovanardi non chiede scusa alla famiglia Cucchi.

## Opere
- Storie di straordinaria ingiustizia,  Carlo Giovanardi, Storie di straordinaria ingiustizia, Koinè edizioni, ottobre 1997,  p. 111, ISBN 88-8106-021-3.